# Broastil
Broastilen eller Osebergstilen) er en nordisk kunst- eller kunsthåndværkerstil fra sidste halvdel af 8. århundrede til første halvdel af 9. århundrede. Genstande, der er udsmykket i denne stilart, stammer fra de sidste årtier i germansk jernalder til de første i vikingetiden. Kategoriseringen er foretaget på baggrund af en klassificering af arkæologiske fund og er opkaldt efter fundlokaliten Broa på Gotland og de meget rige gravfund i Osebergskibet fra 830’erne. Tidligere blev Oseberg regnet for en selvstændig stil.
Stilarten bygger på ældre nordiske kunsttraditioner fra jernalderens dyrestil og er som stilarterne før og efter præget af stiliserede dyrefigurer med snoede bånd og afrundede former. Der er stor variation inden for stil og udtryk, men dyr fremstilles i reglen halvnaturalistisk. Ud over de traditionelle træk har stilen også international inspiration: dens fugle vidner om vesteuropæiske forbindelser, mens dens kattedyr vidner om orientalske. Hovedudbredelsesområdet var Østskandinavien.
Broastil er den ældste af vikingetidens stilarter. Almindeligvis deles vikingetidens kunst og kunsthåndværk i stilperioderne: Broa- (Oseberg), Berdal-, Borre-, Jellinge-, Mammen-, Ringerike- og Urnesstil.

## Billeder og genstande
Motiver på seletøjsbeslag fra mandsgrav fra tidlig vikingetid ved Halle på Gotland:
- Båndformet firbenet dyr (grif), motiv fra beslag fremstillet af forgyldt bronze.
- Halvnaturalistisk fugl.[5]
- Bronzespænde

Genstande fra Oseberggraven. Gravlagt år 834:
- Detalje fra Osebergskibet
- Ornamenter på kølen
- Slæde med udskårne ornamenter